# Lisa Herman
Lisa Jane Hermann (* 1954) ist eine amerikanische Singer-Songwriterin, die vor allem mit der Band Longhouse bekannt wurde.
Gemeinsam mit John Greaves und Peter Blegvad nahm Hermann das Album Kew. Rhone auf (1977). Weiterhin arbeitete sie mit Kip Hanrahan (Coup de Tête), aber auch mit The Golden Palominos, Margaret Dorn oder The Accidentals. 1985 gründete sie die Rockband Longhouse, dessen gleichnamiges Album 1988 mit auffällig ausgearbeiteten Vokalsätzen veröffentlicht wurde.

## Diskographische Hinweise
- John Greaves / Peter Blegvad / Lisa Herman: Kew. Rhone. (Virgin 1977)
- Longhouse: Longhouse (Warner Brothers 1988, mit Irwin Fish, Larry Saltzman, Tony Conniff, Anton Fier u. a.)